# Diócesis de Reval
La diócesis de Reval (en latín: Dioecesis Revaliensis, en danés: Reval bispedømme y en estonio: Tallinna piiskopkond) fue una circunscripción eclesiástica de la Iglesia católica en Estonia. Fue suprimida de facto el 29 de junio de 1560 cuando su último obispo católico vendió la diócesis al rey de Dinamarca. Se trataba de una diócesis latina, sufragánea de la arquidiócesis de Lund y desde 1346 de facto de la arquidiócesis de Riga.

## Territorio y organización

Mapa de Livonia en 1260 y, al norte, la diócesis de Reval en el ducado de Estonia

La diócesis se extendió a la región norte de la actual Estonia (en torno al condado de Harju), en el sector variable bajo dominio danés que constituyó el ducado de Estonia. Su territorio desde el 26 de septiembre de 2024 está incluido en la diócesis de Tallin.

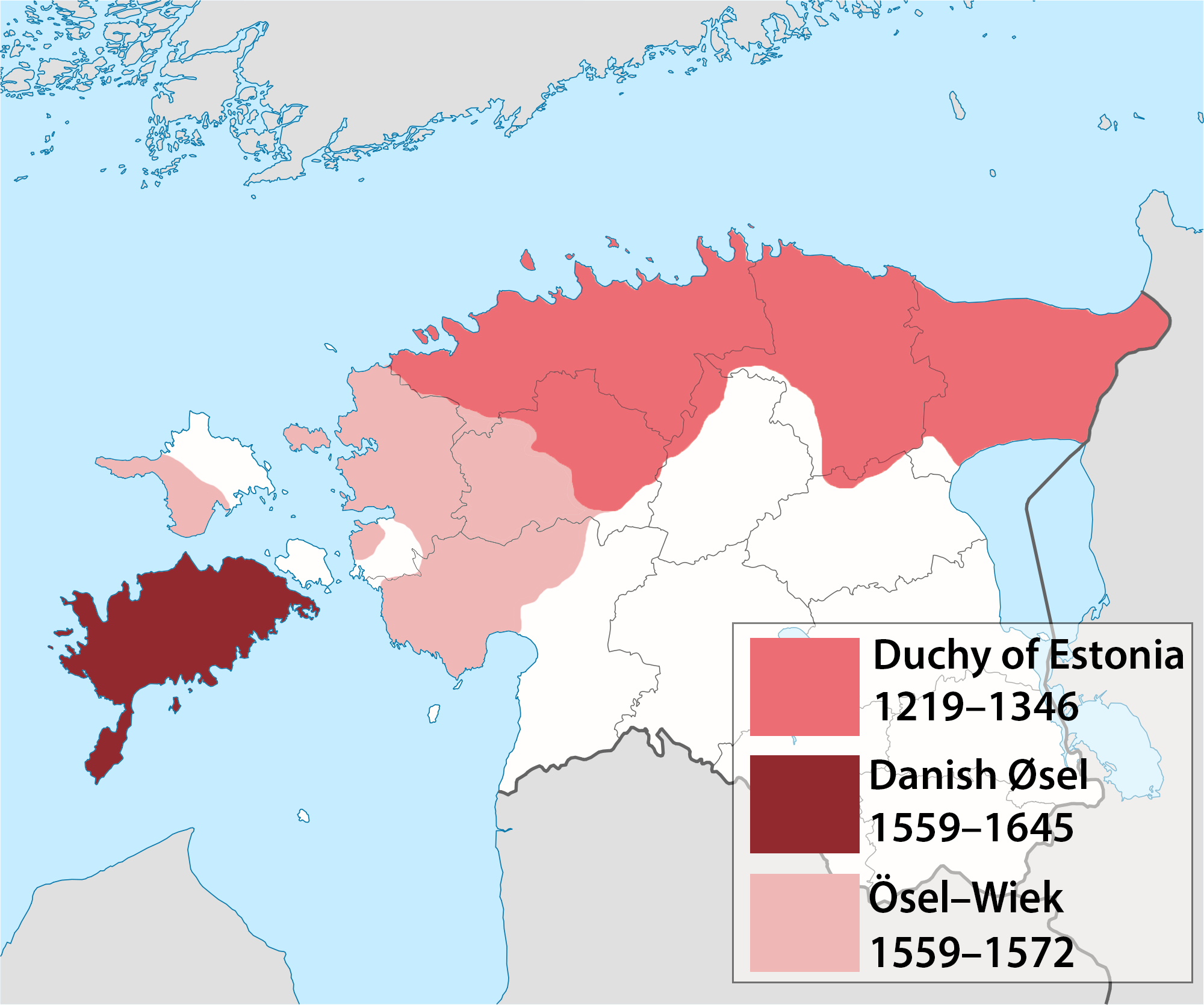
Territorios daneses en Estonia de 1219-1645

La sede episcopal estaba en la ciudad de Reval (la actual Tallin), en donde se encuentra la Catedral de Santa María, que hoy pertenece a la Iglesia evangélica luterana de Estonia.

## Historia

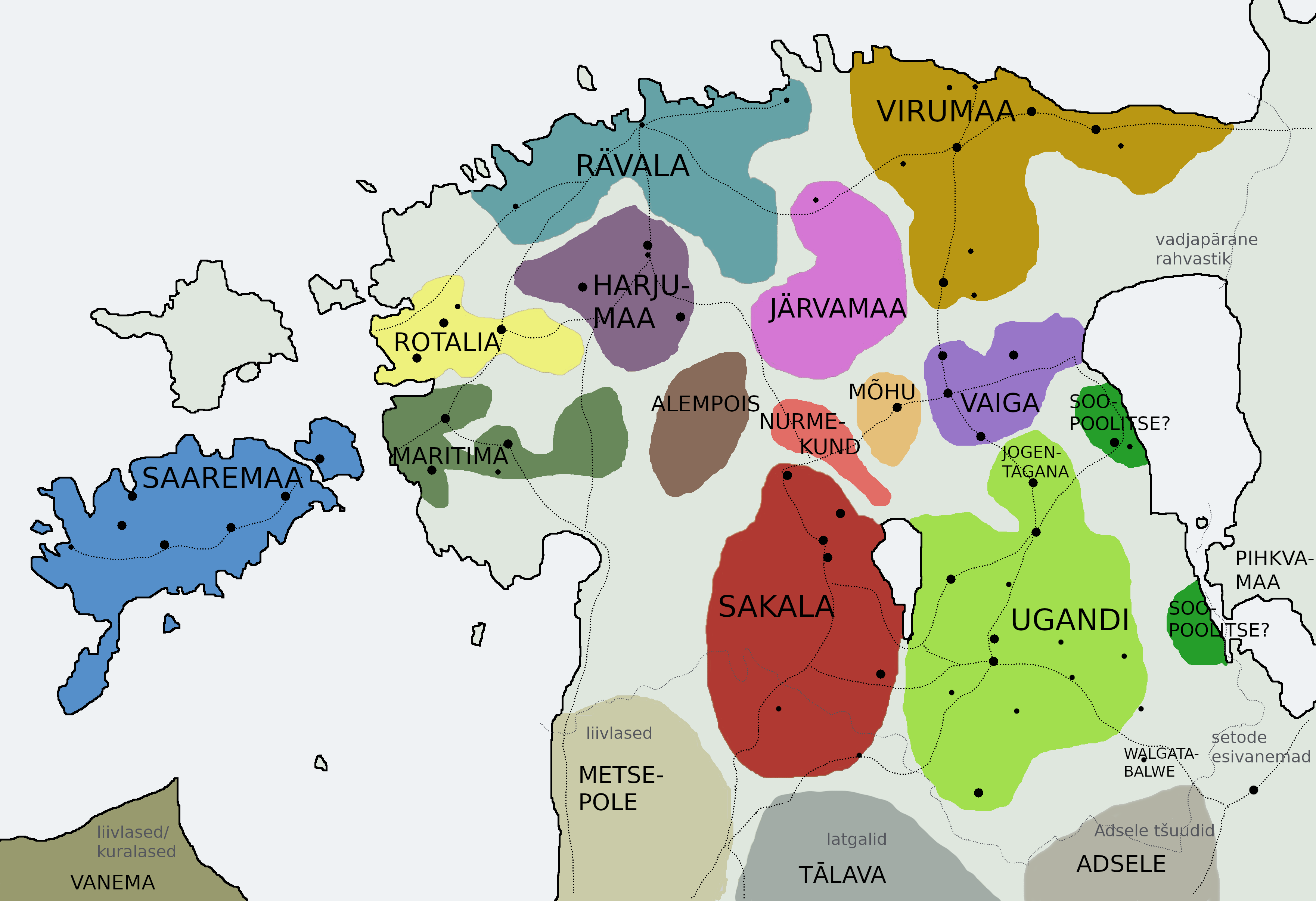
Mapa de los condados históricos de Estonia antes de su conquista por los cruzados a principios del

En 1216 el obispo de Riga pidió al rey Valdemar II de Dinamarca que ayudara en la lucha contra los estonios durante la Cruzada de Livonia. El papa Honorio III en su bula del 9 de octubre de 1217 bendijo la campaña contra los estonios y concedió al rey de Dinamarca todas las tierras que capturara. Valdemar II derrotó a los estonios en la Batalla de Lyndanisse el 15 de junio de 1219. Los daneses hicieron de Reval (que antes se llamaba Lyndanisse) la capital del nuevo ducado danés de Estonia.
El rey Valdemar II y el arzobispo de Lund Andreas Sunesen erigieron en 1219 y 1220 dos diócesis sufragáneas de Lund en sus nuevas posesiones estonias: la diócesis de Reval y la diócesis de Wierland (o Virumaa), respectivamente. Inicialmente, la diócesis de Reval se estableció sobre los antiguos condados de Revala y Harju, mientras que la de Wierland fue sobre los de Virumaa y Järva.
En 1227 la Orden de los Hermanos de la Espada y el obispo de Riga conquistaron todas las posesiones danesas en Estonia, por lo que los dos obispados daneses dejaron de existir. Como consecuencia de la derrota de la Orden de los Hermanos de la Espada contra los samogitios en la Batalla de Saule, la orden se integró en la Orden Teutónica con el nombre de Hermanos Livonios de la Espada. Los hermanos livonios y el rey Valdemar II firmaron el Tratado de Stensby el 7 de junio de 1238, confirmado por el papa Inocencio IV en septiembre de 1243, por el cual el rey danés recuperó los 4 condados estonios de Revala, Järva, Harju y Virumaa (en danés: Reval, Gervien, Harrien y Virland). El rey danés donó Järva a la Orden Teutónica, con la condición de que la orden no construyera ningún castillo allí sin su consentimiento y que el condado permaneciera en la diócesis de Reval.
En 1240 Valdemar II recuperó el norte de Estonia y reestableció la diócesis en Reval decidiendo que el obispo Thorkill se hiciera cargo también de la diócesis de Wierland, reservándose el derecho de nombrar sus obispos para él y sus sucesores, los reyes de Dinamarca. La decisión de nombrar al obispo fue contraria al derecho canónico de la Iglesia católica de la época, ya que solo podía hacerlo el papa, quien cuestionó el nombramiento y el de los obispos sucesores. Este derecho de los reyes daneses a nombrar a los obispos de Reval fue incluso consagrado en el tratado sobre la venta del ducado de Estonia a la Orden Teutónica por 19 000 marcos de Colonia en 1346.
En una carta al legado apostólico en Prusia, Guillermo de Módena, con fecha 22 de marzo de 1236, el papa Gregorio IX confirmó que las diócesis de Leal, Wierland y Reval debían ser sufragáneas de la arquidiócesis de Lund.
Reval se convirtió en el principal centro y capital del ducado danés de Estonia, que sobrevivió hasta 1346, cuando esas tierras quedaron bajo el control del Estado monástico de los Caballeros Teutónicos. En esa ocasión la diócesis de Reval pasó de facto a formar parte de la provincia eclesiástica de la arquidiócesis de Riga, ya que el 4 de diciembre de 1435 el obispo firmó un acuerdo según el cual la diócesis de Reval pasaba a formar parte de la Confederación Livonia. Al parecer, la Santa Sede nunca transfirió oficialmente la sufraganeidad de Lund a Riga. De 1352 a 1456 todos los obispos pertenecían de Reval pertenecieron a la Orden Teutónica.

### Reforma protestante
La diócesis de Reval llegó a su fin durante la Reforma protestante en la Confederación Livona. El último obispo de Reval en comunión con la Santa Sede fue Friedrich von Ampten, quien murió en 1557 (probablemente en octubre). El cabildo de la catedral de Reval eligió a Moritz von Wrangel como nuevo obispo. No está claro exactamente cuándo sucedió esto, Wrangel es mencionado por primera vez en marzo de 1558. Previamente había sido nombrado coadjutor del monasterio de Reval el 14 de septiembre de 1557. No llegó a recibir la confirmación papal, por lo que tampoco fue ordenado obispo. 
En 1558 comenzó la guerra livonia con la invasión del Imperio ruso a Livonia y el 21 de julio de 1558 Wrangel recibió un ultimatum por el que se le pedía que se sometiera al zar ruso, o Reval sería invadida como ya había ocurrido con la diócesis de Dorpat.
En el otoño de 1559 el príncipe-obispo de la diócesis de Ösel-Wiek, Johann von Munchausen, se dirigió a Dinamarca en busca de protección. En virtud de un acuerdo con el rey Federico II de Dinamarca, el obispo cedió al rey la isla de Ösel (hoy Saaremaa) y Wiek (hoy condado de Lääne) y el hermano del rey, el luterano Magnus de Holstein, fue designado su obispo el 13 de mayo de 1560 por el cabildo de la catedral. En 1560, cuando el zar Iván IV había conquistado casi la mitad de Livonia y la Orden de Livonia fue incapaz de resistir, Wrangel decidió vender su obispado al duque Magnus de Holstein, siguiendo el ejemplo del príncipe-obispo de la diócesis de Ösel-Wiek. La compra se realizó el 29 de junio de 1560 y Magnus fue designado como líder de la diócesis, pero no obispo, sin que nunca viajara a Reval.
En 1561 Erico XIV de Suecia tomó el control de Reval y después de la guerra livonia se convirtió en la capital de la Estonia sueca, tras lo cual se impuso el luteranismo de la Iglesia de Suecia. En 1565 Petrus Follingius fue nombrado primer obispo luterano de Reval o Estonia, pero murió antes de ejercer el oficio y en mayo de 1565 fue remplazado por Johann Robertus von Geldern, iniciando la diócesis luterana de Estonia. El 20 de marzo de 1593 el sínodo de Upsala prohibió en el Reino de Suecia toda religión que no fuera la doctrina luterana, excepto en las embajadas, adoptando las Confesiones de Augsburgo y completando la transformación de la Iglesia sueca independiente en luterana. Los sacerdotes católicos se vieron obligados a convertirse o abandonar el país. Con la derrota del rey católico Segismundo III Vasa en la llamada guerra contra Segismundo en 1599, finalizó toda traza de catolicismo en el territorio suecos.

## Episcopologio
- Wesselin † (1218-4 de abril de 1240 falleció)
- Thorkill † (circa 1240-14 de octubre de 1260 falleció)
- Thrugot † (13 de septiembre de 1263-2 de julio de 1279 falleció)
- Johann † (1279-25 de junio de 1294 falleció)
  - Johann Tristivere † (circa 1297-? falleció) (obispo electo)
- Heinrich, O.F.M. † (20 de abril de 1298-25 de abril de 1315 falleció)
- Otto, O.T. † (?-23 de diciembre de 1323 nombrado obispo de Chełmno)
- Olav von Roskilde† (23 de diciembre de 1323-20 de septiembre de 1346? falleció)
- Ludwig von Münster, O.T. † (16 de julio de 1352-29 de septiembre de 1381 falleció)
- Jakob † (mencionado antes del 10 de junio de 1388)
- Johann Rekeling † (10 de marzo de 1390-1398 falleció)
  - Sede vacante (1398-1403)
- Dietrich Theodor Tolke † (2 de julio de 1403-? falleció)
- Johann von Aken, O.T. † (3 de agosto de 1405-20 de febrero de 1418 falleció)
- Arnold Stoltevoet † (18 de abril de 1418-1419 falleció)
- Heinrich Uexküll † (20 de noviembre de 1419-10 de enero de 1457 falleció)
- Everhard Kalle † (16 de marzo de 1457-13 de marzo de 1475 falleció)
- Iwan Stoltevoet † (5 de julio de 1475-1477 falleció)
- Simon von der Borch † (16 de junio de 1477-22 de octubre de 1492 falleció)
- Nikolaus Roddendorp † (6 de marzo de 1493-antes del 10 de febrero de 1509 falleció)
- Gottschalk Hagen † (4 de mayo de 1509-después del 23 de marzo de 1513 falleció)
- Christian Czernekow † (6 de febrero de 1514-antes del 30 de octubre de 1514 falleció)
- Johann Blankenfeld † (30 de octubre de 1514-29 de junio de 1524 nombrado arzobispo de Riga)[nota 1]
- Georg von Tiesenhausen † (21 de julio de 1525-12 de octubre de 1530 falleció)[nota 2]
- Johann Roterd † (30 de agosto de 1531-después del 20 de febrero de 1534 falleció)
- Arnold Annebat † (1 de septiembre de 1536-1550? falleció)
- Friedrich von Ampten † (22 de marzo de 1553-octubre? de 1557)
  - Moritz von Wrangel (marzo? de 1558-29 de junio de 1560) (sin confirmación papal, no fue consagrado obispo)